# Тикопиа (остров)

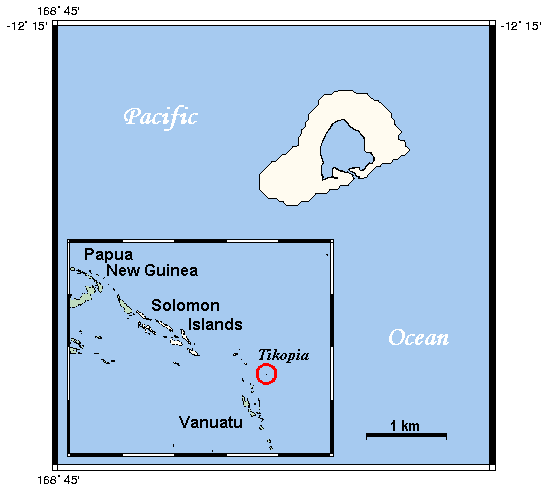
Карта острова Тикопиа

Тикопиа (англ. Tikopia) — небольшой гористый остров в Меланезии, расположенный к востоку от архипелага Соломоновы острова. Населен, однако, представителями полинезийской культуры лапита. Административно остров Тикопиа входит в состав Темоту, самой восточной из провинций государства Соломоновых Островов.

## География
Высшая точка острова Тикопиа, Реани, достигает высоты 380 метров. Климат этого острова, находящегося недалеко от экватора, тропический. Входит в состав островной группы Санта-Крус.

## Население
Население Тикопиа, составляющее более 1285 человек (2009), распределено более чем по двадцати деревням, расположенным на берегах острова. Большинство из домов местных жителей построены по традиционному полинезийскому типу фале. Жители острова говорят на одноименном полинезийском языке — тикопиа. Несмотря на то, что тикопианцы христиане, уклад их жизни остается таким же, каким был сотни лет назад.

## История
- Входил в Тонганскую империю. В XVI веке открыт европейскими мореходами.
- Здесь проводил исследования антрополог и этнолог  Раймонд Фёрс (1901–2002).